# Buchscharn
Der Buchscharn in Oberbayern ist ein Zufluss zum Starnberger See auf dessen Südostseite.
Der Bach entsteht in Gräben beim Schellenberg, fließt in weitgehend nordwestlicher Richtung und mündet beim Wirtshaus Buchscharn von Osten in den Starnberger See.